# Butucăria
Butucăria – wieś w Rumunii, w okręgu Vaslui, w gminie Zăpodeni. W 2011 roku liczyła 159 mieszkańców.